# Larcan
Pour l’article homonyme, voir Alain Larcan.
Larcan est une commune française située dans l'ouest du département de la Haute-Garonne, en région Occitanie.
Sur le plan historique et culturel, la commune est dans le pays de Comminges, correspondant à l’ancien comté de Comminges, circonscription de la province de Gascogne située sur les départements actuels du Gers, de la Haute-Garonne, des Hautes-Pyrénées et de l'Ariège. Exposée à un climat océanique altéré, elle est drainée par la Louge, la Noue, le ruisseau du Luz et par divers autres petits cours d'eau. La commune possède un patrimoine naturel remarquable composé de deux zones naturelles d'intérêt écologique, faunistique et floristique.
Larcan est une commune rurale qui compte 180 habitants en 2022, après avoir connu un pic de population de 676 habitants en 1821. Elle fait partie de l'aire d'attraction de Saint-Gaudens. Ses habitants sont appelés les Larcanais ou  Larcanaises.

## Géographie

### Localisation
La commune de Larcan se trouve dans le département de la Haute-Garonne, en région Occitanie.
Elle se situe à 75 km à vol d'oiseau de Toulouse, préfecture du département, et à 8 km de Saint-Gaudens, sous-préfecture.
Les communes les plus proches sont : 
Lalouret-Laffiteau (1,7 km), Saux-et-Pomarède (2,5 km), Saint-Marcet (2,7 km), Saint-Ignan (2,8 km), Lodes (3,8 km), Cardeilhac (3,9 km), Latoue (5,3 km), Sarremezan (5,7 km).
Sur le plan historique et culturel, Larcan fait partie du pays de Comminges, correspondant à l’ancien comté de Comminges, circonscription de la province de Gascogne située sur les départements actuels du Gers, de la Haute-Garonne, des Hautes-Pyrénées et de l'Ariège.
Larcan est limitrophe de six autres communes.
Les communes limitrophes sont  Lalouret-Laffiteau, Latoue, Lodes, Saint-Ignan, Saint-Marcet et Saux-et-Pomarède.
| Lalouret-Laffiteau | Saint-Marcet     |                    |
| Lodes              | Larcan           | Latoue (sur 150 m) |
| Saint-Ignan        | Saux-et-Pomarède |                    |

### Géologie et relief
La superficie de la commune est de 696 hectares ; son altitude varie de 349  à   450 mètres.

### Hydrographie

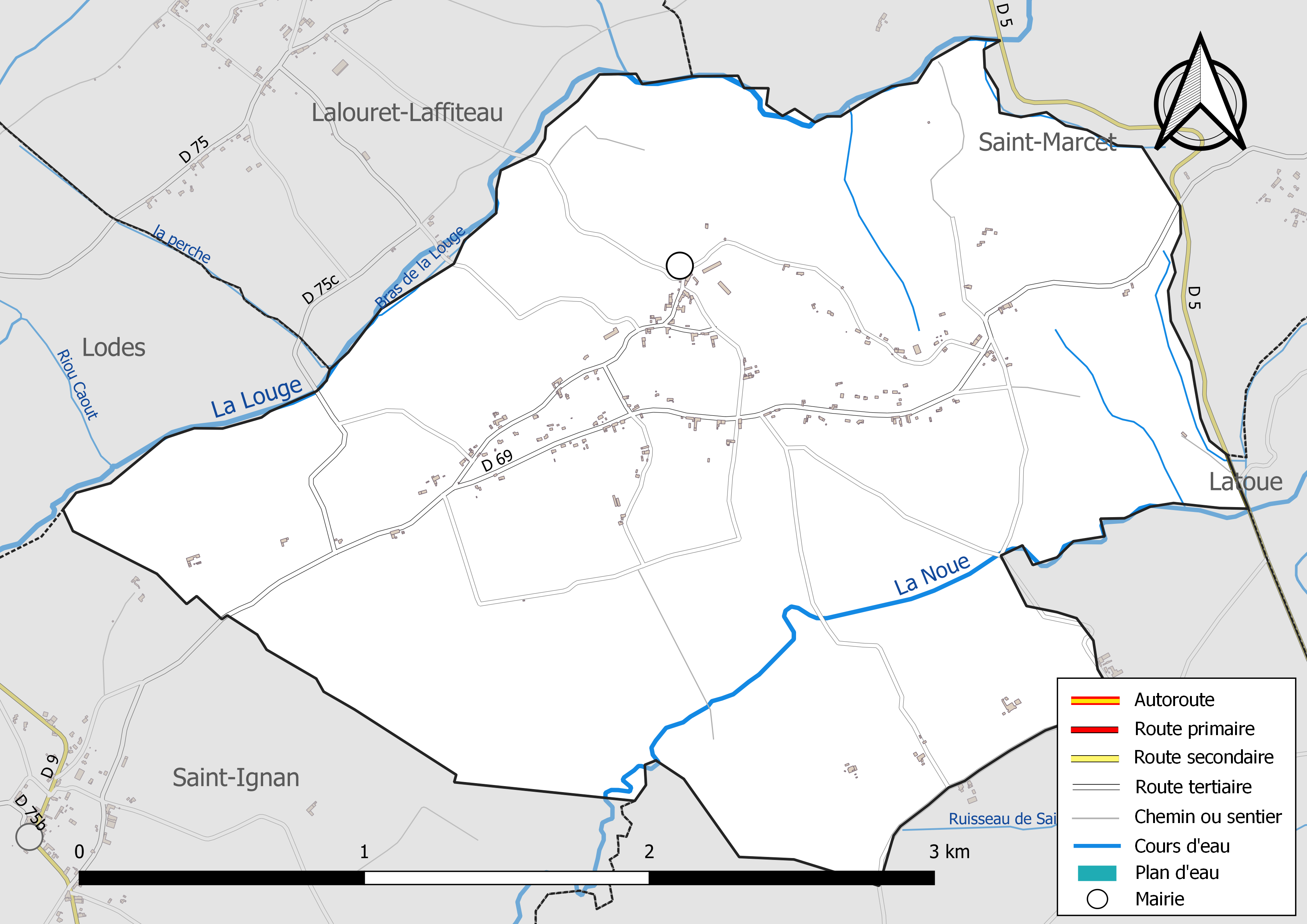
Réseaux hydrographique et routier de Larcan.

La commune est dans le bassin de la Garonne, au sein du bassin hydrographique Adour-Garonne. Elle est drainée par la Louge, la Noue, le ruisseau du Luz, un bras de la Louge, la perche et par divers petits cours d'eau, constituant un réseau hydrographique de 7 km de longueur totale,.
La Louge, d'une longueur totale de 100 km, prend sa source dans la commune de Villeneuve-Lécussan et s'écoule du sud-ouest vers le nord-est. Elle traverse la commune et se jette dans la Garonne à Muret, après avoir traversé 34 communes.
La Noue, d'une longueur totale de 44,2 km, prend sa source dans la commune de Franquevielle et s'écoule d'ouest en est. Elle traverse la commune et se jette dans la Garonne à Mancioux, après avoir traversé 17 communes.

### Climat
Pour des articles plus généraux, voir Climat de l'Occitanie et Climat de la Haute-Garonne.
En 2010, le climat de la commune est de type climat océanique altéré, selon une étude s'appuyant sur une série de données couvrant la période 1971-2000. En 2020, Météo-France publie une typologie des climats de la France métropolitaine dans laquelle la commune est exposée à un climat de montagne ou de marges de montagne et est dans la région climatique Pyrénées centrales, caractérisée par une pluviométrie annuelle de 1 000 à 1 200 mm.
Pour la période 1971-2000, la température annuelle moyenne est de 12,1 °C, avec une amplitude thermique annuelle de 14,5 °C. Le cumul annuel moyen de précipitations est de 967 mm, avec 9,6 jours de précipitations en janvier et 6,7 jours en juillet. Pour la période 1991-2020, la température moyenne annuelle observée sur la station météorologique la plus proche, située sur la commune de Clarac à 12 km à vol d'oiseau, est de 12,5 °C et le cumul annuel moyen de précipitations est de 804,9 mm,. Pour l'avenir, les paramètres climatiques de la commune estimés pour 2050 selon différents scénarios d’émission de gaz à effet de serre sont consultables sur un site dédié publié par Météo-France en novembre 2022.

### Milieux naturels et biodiversité

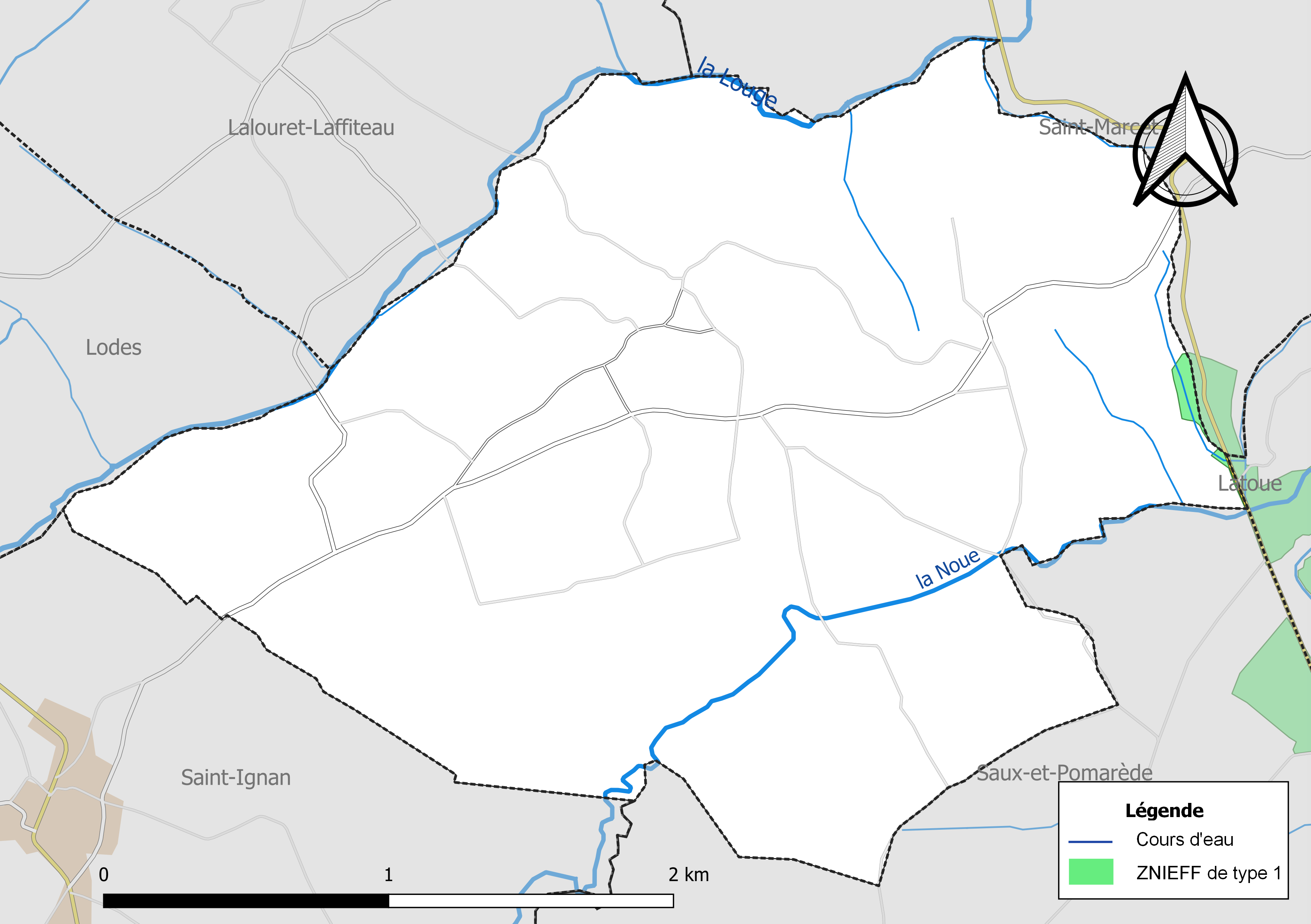
Carte de la ZNIEFF de type 1 localisées sur la commune.

L’inventaire des zones naturelles d'intérêt écologique, faunistique et floristique (ZNIEFF) a pour objectif de réaliser une couverture des zones les plus intéressantes sur le plan écologique, essentiellement dans la perspective d’améliorer la connaissance du patrimoine naturel national et de fournir aux différents décideurs un outil d’aide à la prise en compte de l’environnement dans l’aménagement du territoire.
Une ZNIEFF de type 1 est recensée sur la commune :
les « landes, pelouses sèches et marnes de Biroulière et des côtes de Couscouil » (436 ha), couvrant 6 communes du département et une ZNIEFF de type 2, : 
les « affleurements calcaréo-marneux des coteaux du Saint-Gaudinois » (4 492 ha), couvrant 14 communes du département.

## Urbanisme

### Typologie
Au 1er janvier 2024, Larcan est catégorisée commune rurale à habitat dispersé, selon la nouvelle grille communale de densité à sept niveaux définie par l'Insee en 2022.
Elle est située hors unité urbaine. Par ailleurs la commune fait partie de l'aire d'attraction de Saint-Gaudens, dont elle est une commune de la couronne,. Cette aire, qui regroupe 85 communes, est catégorisée dans les aires de moins de 50 000 habitants,.

### Occupation des sols
L'occupation des sols de la commune, telle qu'elle ressort de la base de données européenne d’occupation biophysique des sols Corine Land Cover (CLC), est marquée par l'importance des territoires agricoles (83,8 % en 2018), une proportion identique à celle de 1990 (83,8 %). La répartition détaillée en 2018 est la suivante : 
terres arables (34 %), prairies (29,8 %), zones agricoles hétérogènes (20 %), forêts (16,2 %). L'évolution de l’occupation des sols de la commune et de ses infrastructures peut être observée sur les différentes représentations cartographiques du territoire : la carte de Cassini (XVIIIe siècle), la carte d'état-major (1820-1866) et les cartes ou photos aériennes de l'IGN pour la période actuelle (1950 à aujourd'hui).

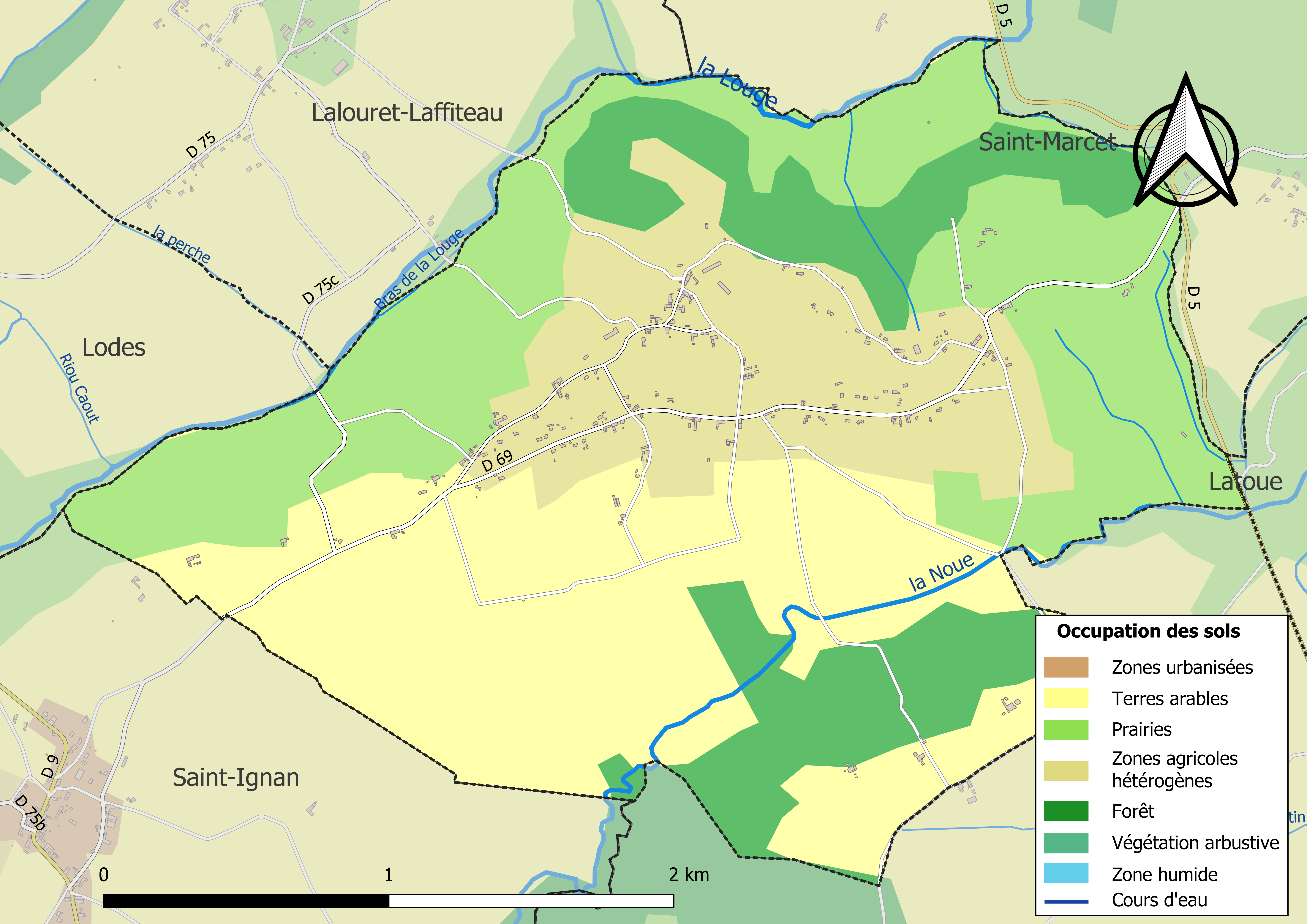
Carte des infrastructures et de l'occupation des sols de la commune en 2018 (CLC).

### Voies de communication et transports
Accès par l'autoroute A64 sortie no 18 et avec le réseau Arc-en-ciel ainsi qu'en gare de Saint-Gaudens.

### Risques majeurs
Le territoire de la commune de Larcan est vulnérable à différents aléas naturels : météorologiques (tempête, orage, neige, grand froid, canicule ou sécheresse), inondations et séisme (sismicité modérée). Un site publié par le BRGM permet d'évaluer simplement et rapidement les risques d'un bien localisé soit par son adresse soit par le numéro de sa parcelle.
Certaines parties du territoire communal sont susceptibles d’être affectées par le risque d’inondation par débordement de cours d'eau, notamment le Noue. La commune a été reconnue en état de catastrophe naturelle au titre des dommages causés par les inondations et coulées de boue survenues en 1982, 1999 et 2009,.

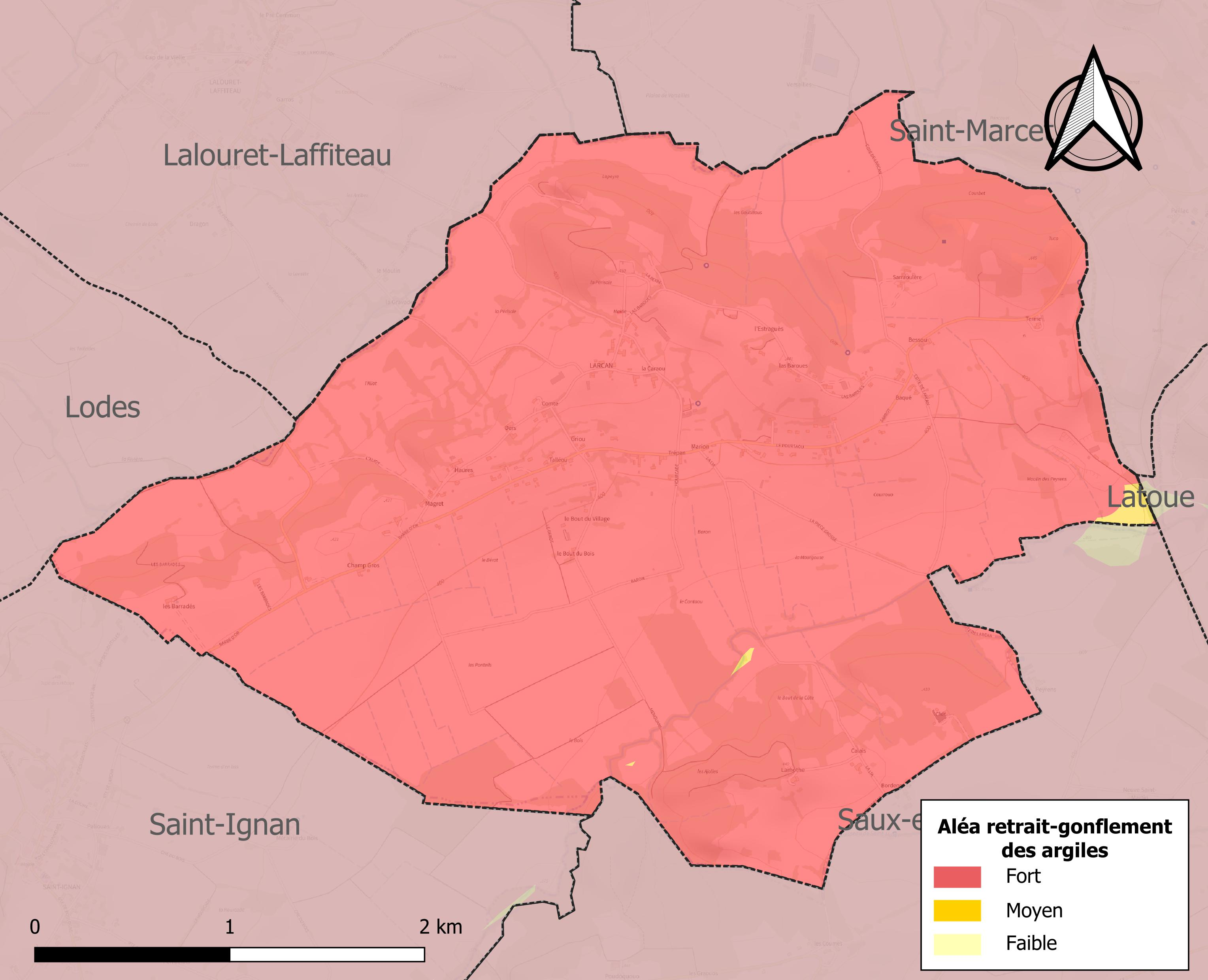
Carte des zones d'aléa retrait-gonflement des sols argileux de Larcan.

Le retrait-gonflement des sols argileux est susceptible d'engendrer des dommages importants aux bâtiments en cas d’alternance de périodes de sécheresse et de pluie. La totalité de la commune est en aléa moyen ou fort (88,8 % au niveau départemental et 48,5 % au niveau national). Sur les 99 bâtiments dénombrés sur la commune en 2019, 99 sont en aléa moyen ou fort, soit 100 %, à comparer aux 98 % au niveau départemental et 54 % au niveau national. Une cartographie de l'exposition du territoire national au retrait gonflement des sols argileux est disponible sur le site du BRGM,.
Par ailleurs, afin de mieux appréhender le risque d’affaissement de terrain, l'inventaire national des cavités souterraines permet de localiser celles situées sur la commune.
Concernant les mouvements de terrains, la commune a été reconnue en état de catastrophe naturelle au titre des dommages causés par la sécheresse en 1989, 1998, 2002 et 2003 et par des mouvements de terrain en 1999.

## Politique et administration

### Administration municipale
Le nombre d'habitants au recensement de 2011 étant compris entre 100 et 499, le nombre de membres du conseil municipal pour l'élection de 2014 est de onze,.

### Rattachements administratifs et électoraux
Commune faisant partie de la huitième circonscription de la Haute-Garonne, de la communauté de communes Cœur et Coteaux de Comminges et du canton de Saint-Gaudens. Avant le 1er janvier 2017, Larcan faisait partie de la communauté de communes du Saint-Gaudinois.
La commune est également membre du SIVOM de Saint-Gaudens Montréjeau Aspet Magnoac.

### Liste des maires
| Période                                  | Période  | Identité        | Étiquette | Qualité  |
| ---------------------------------------- | -------- | --------------- | --------- | -------- |
| avant 1981                               | ?        | Ferdinand Tajan | PS        |          |
| juin 1995                                | mai 2020 | Lucien Cabare   | DVD       | Retraité |
| mai 2020                                 | En cours | Henri Fourment  |           |          |
| Les données manquantes sont à compléter. |          |                 |           |          |

## Population et société

### Démographie
| 1793 | 1800 | 1806 | 1821 | 1831 | 1836 | 1841 | 1846 | 1851 |
| ---- | ---- | ---- | ---- | ---- | ---- | ---- | ---- | ---- |
| 337  | 268  | 302  | 676  | 486  | 479  | 452  | 444  | 410  |

| 1856 | 1861 | 1866 | 1872 | 1876 | 1881 | 1886 | 1891 | 1896 |
| ---- | ---- | ---- | ---- | ---- | ---- | ---- | ---- | ---- |
| 377  | 426  | 361  | 387  | 405  | 363  | 338  | 321  | 310  |

| 1901 | 1906 | 1911 | 1921 | 1926 | 1931 | 1936 | 1946 | 1954 |
| ---- | ---- | ---- | ---- | ---- | ---- | ---- | ---- | ---- |
| 292  | 296  | 286  | 229  | 216  | 218  | 204  | 188  | 185  |

| 1962 | 1968 | 1975 | 1982 | 1990 | 1999 | 2005 | 2006 | 2010 |
| ---- | ---- | ---- | ---- | ---- | ---- | ---- | ---- | ---- |
| 179  | 164  | 169  | 168  | 147  | 156  | 168  | 172  | 181  |

| 2015 | 2020 | 2022 | - | - | - | - | - | - |
| ---- | ---- | ---- | - | - | - | - | - | - |
| 178  | 185  | 180  | - | - | - | - | - | - |

| selon la population municipale des années : | 1968 | 1975 | 1982 | 1990 | 1999 | 2006 | 2009 | 2013 |
| Rang de la commune dans le département      | 435  | 349  | 383  | 378  | 388  | 403  | 405  | 408  |
| Nombre de communes du département           | 592  | 582  | 586  | 588  | 588  | 588  | 589  | 589  |

### Enseignement
Larcan fait partie de l'académie de Toulouse.
L'éducation est assurée par un regroupement pédagogique intercommunal avec les communes de Saint-Ignan et Saux-et-Pomarède pour les classes de la maternelle au primaire.

### Activités sportives
Chasse, pétanque, randonnée pédestre,

## Économie

### Revenus
En 2018  (données Insee publiées en septembre 2021), la commune compte 80 ménages fiscaux, regroupant 179 personnes. La médiane du revenu disponible par unité de consommation est de 23 490 € (23 140 € dans le département).

### Emploi
|                | 2008  | 2013  | 2018   |
| -------------- | ----- | ----- | ------ |
| Commune        | 6,6 % | 6,8 % | 14,7 % |
| Département    | 7,7 % | 9,6 % | 9,3 %  |
| France entière | 8,3 % | 10 %  | 10 %   |

En 2018, la population âgée de 15 à 64 ans s'élève à 105 personnes, parmi lesquelles on compte 78,9 % d'actifs (64,2 % ayant un emploi et 14,7 % de chômeurs) et 21,1 % d'inactifs,. En  2018, le taux de chômage communal (au sens du recensement) des 15-64 ans est supérieur à celui du département et de la France, alors qu'en 2008 la situation était inverse.
La commune fait partie de la couronne de l'aire d'attraction de Saint-Gaudens, du fait qu'au moins 15 % des actifs travaillent dans le pôle,. Elle compte 5 emplois en 2018, contre 14 en 2013 et 11 en 2008. Le nombre d'actifs ayant un emploi résidant dans la commune est de 69, soit un indicateur de concentration d'emploi de 7 % et un taux d'activité parmi les 15 ans ou plus de 56,1 %.
Sur ces 69 actifs de 15 ans ou plus ayant un emploi, 5 travaillent dans la commune, soit 7 % des habitants. Pour se rendre au travail, 90,1 % des habitants utilisent un véhicule personnel ou de fonction à quatre roues, 1,4 % les transports en commun, 5,6 % s'y rendent en deux-roues, à vélo ou à pied et 2,8 % n'ont pas besoin de transport (travail au domicile).

### Activités hors agriculture
5 établissements sont implantés  à Larcan au 31 décembre 2019.
Le secteur de la construction est prépondérant sur la commune puisqu'il représente 40 % du nombre total d'établissements de la commune (2 sur les 5 entreprises implantées  à Larcan), contre 12 % au niveau départemental.

### Agriculture
La commune est dans les « Coteaux de Gascogne », une petite région agricole occupant une partie ouest du département de la Haute-Garonne, constitué d'un relief de cuestas et de vallées peu profondes, creusés par les rivières issues du massif pyrénéen, avec une activité de polyculture et d’élevage. En 2020, l'orientation technico-économique de l'agriculture  sur la commune est la polyculture et/ou le polyélevage.
|               | 1988 | 2000 | 2010 | 2020 |
| ------------- | ---- | ---- | ---- | ---- |
| Exploitations | 28   | 20   | 11   | 11   |
| SAU (ha)      | 428  | 307  | 290  | 351  |

Le nombre d'exploitations agricoles en activité et ayant leur siège dans la commune est passé de 28 lors du recensement agricole de 1988  à 20 en 2000 puis à 11 en 2010 et enfin à 11 en 2020, soit une baisse de 61 % en 32 ans. Le même mouvement est observé à l'échelle du département qui a perdu pendant cette période 57 % de ses exploitations,. La surface agricole utilisée sur la commune a également diminué, passant de 428 ha en 1988 à 351 ha en 2020. Parallèlement la surface agricole utilisée moyenne par exploitation a augmenté, passant de 15 à 32 ha.

## Culture locale et patrimoine

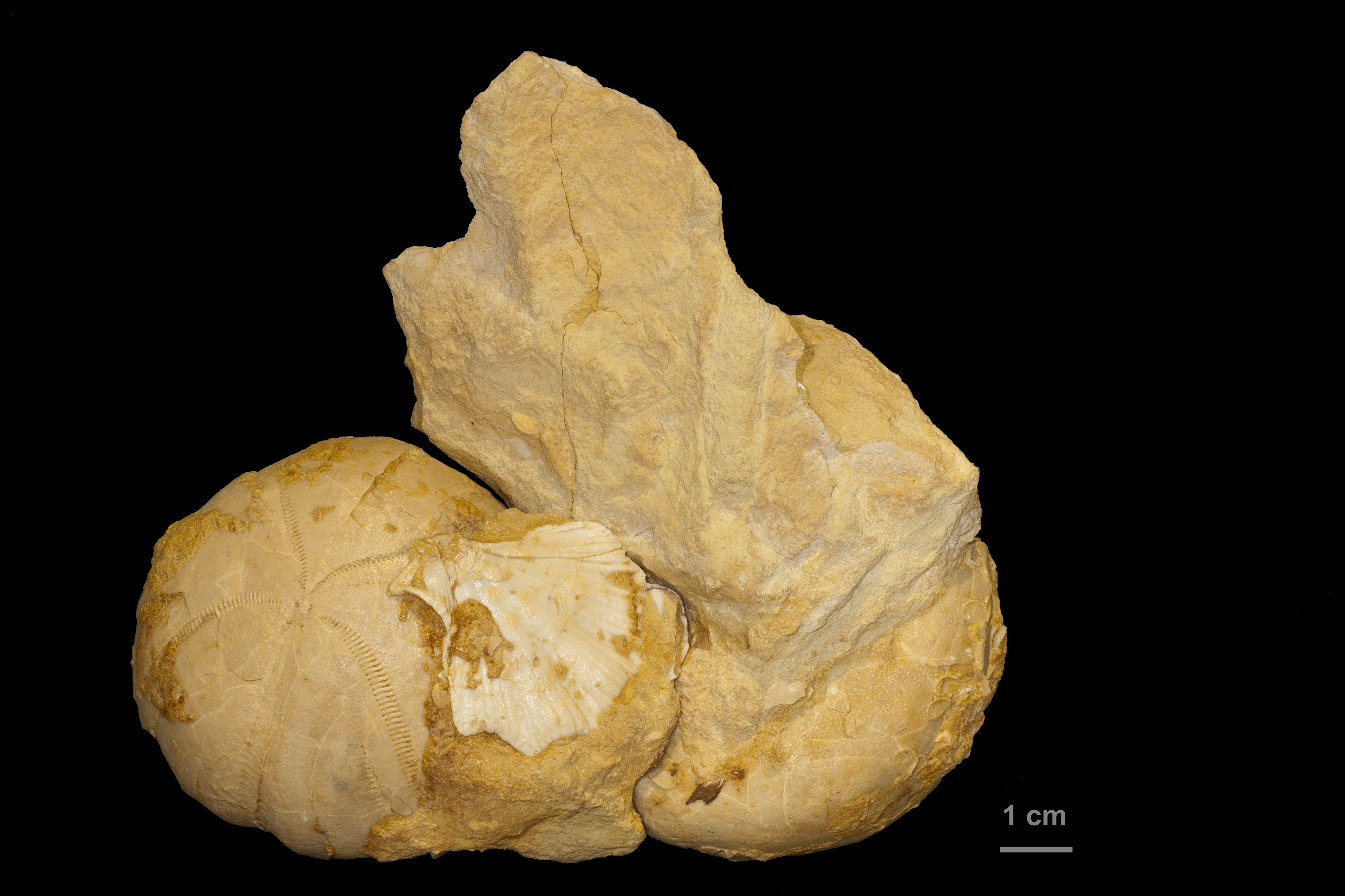
Hemipneustes leymeriei - Larcan - Muséum de Toulouse.

### Lieux et monuments
- Église Saint-Roch[40].

### Personnalités liées à la commune
- Alain de Penfentenyo de Kervéréguin, officier de la marine.
- Gabriel Marie Jean Merveilleux du Vignaux